# Plexippoides gestroi
Plexippoides gestroi är en spindelart som först beskrevs av Raymond Comte de Dalmas 1920.  Plexippoides gestroi ingår i släktet Plexippoides och familjen hoppspindlar. Inga underarter finns listade i Catalogue of Life.